# Rifugio Capanna Cervino
De Rifugio Capanna Cervino is een berghut in de Italiaanse provincie Trente. De berghut ligt net ten noorden van de Rollepas (1984 meter) op een hoogte van 2084 meter in de zogeheten Pale di San Martino (of Palagroep), een berggroep in de Dolomieten vernoemd naar de nabijgelegen Cimon della Pala (3184 meter), die ook wel Cervino delle Dolomiti genoemd wordt. De hut, ingericht in typisch Tiroolse stijl, wordt privaat uitgebaat en behoort niet toe aan een alpenvereniging.